# Henricus Cornelius De Wit
Henricus Cornelius De Wit (Hilversum, 21 luglio 1922 – San Jose, 8 marzo 2002) è stato un vescovo cattolico e missionario olandese.

## Biografia
Nacque il 21 luglio 1922 a Hilversum.
Entrò a far parte della congregazione della Società Missionaria di San Giuseppe di Mill Hill e fu ordinato presbitero il 14 luglio 1946. Giunse nelle Filippine nel 1947. Nel 1954 divenne parroco di San Pietro a San Jose, nel 1958 fu trasferito alla parrocchia di Maasin.
Nel 1962 divenne superiore della Società missionaria di San Giuseppe di Mill Hill per le Filippine.
Il 12 aprile 1962 papa Giovanni XXIII lo nominò prelato di San Jose de Antique e vescovo titolare di Amiso. Il 19 giugno dello stesso anno ricevette la consacrazione episcopale dall'arcivescovo Salvatore Siino, nunzio apostolico nelle Filippine, co-consacranti Juan Nicolasora Nilmar, vescovo ausiliare di Jaro, e Anthony Denis Galvin, vicario apostolico di Miri.
Partecipò a tutte le sessioni del Concilio Vaticano II. In applicazione del Concilio promosse la traduzione di testi liturgici in alcune lingue native delle Filippine e diede vita ad alcune comunità cristiane di base. Durante il suo episcopato furono aperte alcune scuole superiori e fu fondata una radio diocesana, radio DYKA. Diede impulso alle cooperative di pescatori e invitò coltivatori e pescatori olandesi per trasferire la conoscenza sulle tecniche moderne in agricoltura e nella pesca. 
Il 18 febbraio 1978 rinunciò alla sede vescovile titolare, secondo le nuove direttive per i prelati territoriali. Il 3 agosto 1982 fu nominato superiore generale della Società Missionaria di San Giuseppe di Mill Hill. Rassegnò le dimissioni da prelato di San Jose de Antique il 9 agosto 1982. Il 22 gennaio 1983 papa Giovanni Paolo II lo nominò vescovo titolare di Respetta.
Morì l'8 marzo 2002 a San Jose all'età di 79 anni.

## Genealogia episcopale
La genealogia episcopale è:
- Cardinale Scipione Rebiba
- Cardinale Giulio Antonio Santori
- Cardinale Girolamo Bernerio, O.P.
- Arcivescovo Galeazzo Sanvitale
- Cardinale Ludovico Ludovisi
- Cardinale Luigi Caetani
- Cardinale Ulderico Carpegna
- Cardinale Paluzzo Paluzzi Altieri degli Albertoni
- Papa Benedetto XIII
- Papa Benedetto XIV
- Papa Clemente XIII
- Cardinale Marcantonio Colonna
- Cardinale Giacinto Sigismondo Gerdil, B.
- Cardinale Giulio Maria della Somaglia
- Cardinale Carlo Odescalchi, S.I.
- Vescovo Eugène de Mazenod, O.M.I.
- Cardinale Joseph Hippolyte Guibert, O.M.I.
- Cardinale François-Marie-Benjamin Richard
- Cardinale Pietro Gasparri
- Cardinale Clemente Micara
- Arcivescovo Salvatore Siino
- Vescovo Henricus Cornelius De Wit, M.H.M.